# BossaNovaFilms
BossaNovaFilms é uma produtora brasileira de audiovisual, especializada em publicidade, entretenimento, web content e branded content. Além da estrutura de produção no Brasil, a BossaNovaFilms tem mais cinco bases – Argentina, Chile, México, Uruguai e Venezuela.
Em 2008 conquistou o título de Produtora do Ano no Prêmio Caboré, organizado pelo Grupo Meio&Mensagem.

## Prêmios
- Prêmio Caboré 2008 - Vencedora da categoria produção publicitária.[2]